# 14 septembre 1957
Le samedi 14 septembre 1957 est le 257e jour de l'année 1957.

## Naissances
- Azahari Husin (mort le 9 novembre 2005), ingénieur malaisien
- François Asselineau, haut fonctionnaire et homme politique français
- Gusty Graas, homme politique luxembourgeois
- Hans Heller, acteur allemand
- Jean Claude Lagrèze (mort le 13 juin 1994), photographe français
- Jean-Paul Calloud, homme politique français
- Karapet Rubinian, personnalité politique arménienne
- Karl Taube, archéologue américain
- Milan Jurčo, cycliste tchécoslovaque
- Steven Jay Russell, criminel américain
- Tim Wallach, joueur américain de baseball

## Décès
- Anton Tourkoul (né le 24 décembre 1892), général-major russe
- Kathleen Mary Drew-Baker (née le 6 novembre 1901), phycologue britannique

## Événements
- l'Assemblée générale de l'ONU condamne l'intervention soviétique en Hongrie.